# Friedrich August Vogt
Friedrich August Vogt (* 24. Juli 1812 in Aschaffenburg; † 22. April 1893 in Würzburg) war ein deutscher Mediziner.

## Leben
Nach dem Besuch des Gymnasiums in Würzburg studiert Friedrich August Vogt von 1828 bis 1832 an der Universität Würzburg Medizin. 1830 wurde er dort Mitglied des Corps Moenania. Anschließend absolvierte er Praktika in Münchener und Wiener Kliniken. 1833 wurde er zum Dr. med. promoviert, 1834 legte er das medizinische Staatsexamen ab.
1835 nahm er eine Stellung als Assistent am Land- und Stadtgerichtsphysikat in Aschaffenburg an mit der Erlaubnis, Medizin, Chirurgie und Geburtshilfe in Aschaffenburg ausüben zu dürfen. Von 1836 bis 1853 war ihm die Amts-, Spital- und Armenarztstelle übertragen. 1853 wurde er Landgerichtsarzt in Gemünden am Main und 1856 in Würzburg. 1861 wurde er zum Bezirksgerichtsarzt befördert. Als Gerichtsmediziner genoss er höchstes fachliches Ansehen. 1874 wurde er in Würzburg zum Kreismedizinalrat ernannt und verantwortete damit das gesamte Medizinalwesen in Unterfranken.
Vogt verfasste mehrere Veröffentlichungen auf dem Gebiete der gerichtlichen Medizin und Staatsarzneikunde. 1867 kritisierte er die Maßnahmen der Staatsregierung gegen die Verbreitung der Cholera öffentlich. 1869 trat er mit Max von Pettenkofer, die anerkannte Autorität in Deutschland bezüglich der Ausbreitung von Seuchen, in einen wissenschaftlichen Streit, da Vogt die These vertrat, dass die Cholera nicht über Bodenkontakt, wie von Pettenkofer postuliert, sondern durch direkten Kontakt von Personen untereinander übertragen würde. Erst 1883 mit der Entdeckung des vibrio cholerae konnte Pettenkofers Theorie entkräftet werden.
Vogt trat in der Ärzteschaft für die Verschreibung natürlichen Heilmitteln anstelle teurer Arzneien ein. Nach seiner Pensionierung widmete er sich botanischen Themen.

## Schriften
- De Solaneis, 1833
- Das Apotheker-Unwesen
- Physikatsbericht des Landgerichtsbezirk Würzburg links des Mains, 1861
- Physikatsbericht für die Stadt Würzburg, 1861
- Volkskrankheiten und Volksmedizin in Unterfranken und Aschaffenburg, 1866
- Amtlicher Bericht über die Epidemien der asiatischen Cholera des Jahres 1866 in den Regierungsbezirken Unterfranken und Aschaffenburg, Schwaben und Neuburg, 1868 (zusammen mit Schmid)